# Zwischen Hamburg und Haiti (Hörfunksendung)
Zwischen Hamburg und Haiti ist ein Reisemagazin im Hörfunk, das seit dem 16. Mai 1951 vom Norddeutschen Rundfunk (NDR) produziert wird. Die knapp halbstündige Radiosendung wird wöchentlich sonntags um 9:34 Uhr mit einer Wiederholung um 14:04 Uhr ausgestrahlt, früher von NDR 2, heute von NDR Info.
Der Titel der Sendung ist dem gleichnamigen Film von Erich Waschneck entlehnt. Der Gründungsredakteur der Sendung war Werner Baecker. 1965 übernahm Wolfgang Meisenkothen, der zuvor bereits als freier Autor für Zwischen Hamburg und Haiti tätig war, die Leitung. Seit dessen Pensionierung im Februar 2008 ist Wolfgang Heinemann als Redakteur für die Sendung zuständig.